# Лаком (Орегон)
Лаком (енгл. Lacomb) насељено је место без административног статуса у америчкој савезној држави Орегон.

## Демографија
По попису из 2010. године број становника је 546.
| Група             | 2000.    | 2010.       |
| Белци             | 0 (0,0%) | 491 (89,9%) |
| Афроамериканци    | 0 (0,0%) | 0 (0,0%)    |
| Азијати           | 0 (0,0%) | 0 (0,0%)    |
| Хиспаноамериканци | 0 (0,0%) | 21 (3,8%)   |
| Укупно            | 0        | 546         |